# Hopman Cup 1996
De Hopman Cup 1996 (met de officiële naam Hyundai Hopman Cup) werd gehouden van zondag 31 december tot en met zaterdag 6 januari 1996 op een overdekte hardcourtbaan in de Burswood Dome in de Australische stad Perth. Het was de achtste editie van het tennistoernooi tussen landen die ieder een gemengd koppel afvaardigden. In dit toernooi bestond een landenontmoeting uit drie partijen (rubbers): in het vrouwenenkelspel, mannenenkelspel en gemengd dubbelspel.
Titelverdediger was het team uit Duitsland, bestaande uit Anke Huber en Martin Sinner. Zij kwamen niet verder dan de groepsfase.
In de finale wonnen de Kroaten Iva Majoli en Goran Ivanišević van het Zwitserse koppel Martina Hingis / Marc Rosset. Het was de eerste titel voor Kroatië.
|            |  |                  |
| Iva Majoli |  | Goran Ivanišević |

## Deelnemers volgens ranglijstpositie
| Nr. | Land             | Groep | Team                                       | WTA +ATP - rang1 | Resultaat  |
| --- | ---------------- | ----- | ------------------------------------------ | ---------------- | ---------- |
| 1.  | Kroatië          | A     | Iva Majoli / Goran Ivanišević              | 9+10=19          | winnaars   |
| 2.  | Nederland        | B     | Brenda Schultz-McCarthy / Richard Krajicek | 13+11=24         | groepsfase |
| 3.  | Zwitserland      | B     | Martina Hingis / Marc Rosset               | 16+15=31         | finale     |
| 4.  | Zuid-Afrika      | A     | Amanda Coetzer / Wayne Ferreira            | 19+9=28          | groepsfase |
| 5.  | Verenigde Staten | A     | Chanda Rubin / Richey Reneberg             | 15+57=72         | groepsfase |
| 6.  | Australië        | B     | Nicole Bradtke / Mark Philippoussis        | 35+38=73         | groepsfase |
| 7.  | Duitsland        | B     | Anke Huber / Martin Sinner                 | 10+55=65         | groepsfase |
| 8.  | Frankrijk        | A     | Catherine Tanvier / Arnaud Boetsch         | 750+14=764       | groepsfase |

1 Rang per 25 december 1995

## Groepsfase

### Groep A

#### Klassement
| Pos. | Land                 | W | V | Rubbers | Sets |
| ---- | -------------------- | - | - | ------- | ---- |
| 1.   | Kroatië (1)          | 2 | 1 | 6–3     | 14–7 |
| 2.   | Verenigde Staten (5) | 2 | 1 | 5–4     | 11–8 |
| 3.   | Zuid-Afrika (4)      | 1 | 2 | 3–6     | 8–12 |
| 4.   | Frankrijk (8)        | 1 | 2 | 3–6     | 11–8 |

#### Verenigde Staten – Zuid - Afrika
| Vlag van Verenigde Staten | Verenigde Staten 2 | Perth, Australië 31 december - januari 1996 hardcourt (i) | Perth, Australië 31 december - januari 1996 hardcourt (i) | Perth, Australië 31 december - januari 1996 hardcourt (i) | Zuid - Afrika 1 | Vlag van Zuid-Afrika |

|   |                                                                |                                                                | 1   | 2   | 3 |  |
| - | -------------------------------------------------------------- | -------------------------------------------------------------- | --- | --- | - |  |
| 1 | Chanda Rubin Amanda Coetzer                                    | Chanda Rubin Amanda Coetzer                                    | 2 6 | 4 6 |   |  |
| 2 | Richey Reneberg Wayne Ferreira                                 | Richey Reneberg Wayne Ferreira                                 | 6 2 | 6 2 |   |  |
| 3 | Chanda Rubin / Richey Reneberg Amanda Coetzer / Wayne Ferreira | Chanda Rubin / Richey Reneberg Amanda Coetzer / Wayne Ferreira | 7 5 | 6 2 |   |  |

#### Kroatië – Frankrijk
| Vlag van Kroatië | Kroatië 2 | Perth, Australië 31 december - januari 1996 hardcourt (i) | Perth, Australië 31 december - januari 1996 hardcourt (i) | Perth, Australië 31 december - januari 1996 hardcourt (i) | Frankrijk 1 | Vlag van Frankrijk |

|   |                                                                  |                                                                  | 1   | 2   | 3   |  |
| - | ---------------------------------------------------------------- | ---------------------------------------------------------------- | --- | --- | --- |  |
| 1 | Iva Majoli Catherine Tanvier                                     | Iva Majoli Catherine Tanvier                                     | 6 1 | 6 2 |     |  |
| 2 | Goran Ivanišević Arnaud Boetsch                                  | Goran Ivanišević Arnaud Boetsch                                  | 7 5 | 6 4 |     |  |
| 3 | Iva Majoli / Goran Ivanišević Catherine Tanvier / Arnaud Boetsch | Iva Majoli / Goran Ivanišević Catherine Tanvier / Arnaud Boetsch | 3 6 | 6 1 | 7 6 |  |

#### Frankrijk – Zuid-Afrika
| Vlag van Frankrijk | Frankrijk 2 | Perth, Australië januari 1996 hardcourt (i) | Perth, Australië januari 1996 hardcourt (i) | Perth, Australië januari 1996 hardcourt (i) | Zuid-Afrika 1 | Vlag van Zuid-Afrika |

|   |                                                                    |                                                                    | 1   | 2   | 3 |  |
| - | ------------------------------------------------------------------ | ------------------------------------------------------------------ | --- | --- | - |  |
| 1 | Catherine Tanvier Amanda Coetzer                                   | Catherine Tanvier Amanda Coetzer                                   | 2 6 | 1 6 |   |  |
| 2 | Arnaud Boetsch Wayne Ferreira                                      | Arnaud Boetsch Wayne Ferreira                                      | 7 6 | 7 6 |   |  |
| 3 | Catherine Tanvier / Arnaud Boetsch Amanda Coetzer / Wayne Ferreira | Catherine Tanvier / Arnaud Boetsch Amanda Coetzer / Wayne Ferreira | 6 2 | 7 6 |   |  |

#### Kroatië – Verenigde Staten
| Vlag van Kroatië | Kroatië 2 | Perth, Australië januari 1996 hardcourt (i) | Perth, Australië januari 1996 hardcourt (i) | Perth, Australië januari 1996 hardcourt (i) | Verenigde Staten 1 | Vlag van Verenigde Staten |

|   |                                                              |                                                              | 1   | 2   | 3 |  |
| - | ------------------------------------------------------------ | ------------------------------------------------------------ | --- | --- | - |  |
| 1 | Iva Majoli Chanda Rubin                                      | Iva Majoli Chanda Rubin                                      | 5 7 | 2 6 |   |  |
| 2 | Goran Ivanišević Richey Reneberg                             | Goran Ivanišević Richey Reneberg                             | 7 6 | 6 3 |   |  |
| 3 | Iva Majoli / Goran Ivanišević Chanda Rubin / Richey Reneberg | Iva Majoli / Goran Ivanišević Chanda Rubin / Richey Reneberg | 6 4 | 6 2 |   |  |

#### Zuid-Afrika – Kroatië
| Vlag van Zuid-Afrika | Zuid-Afrika 2 | Perth, Australië januari 1996 hardcourt (i) | Perth, Australië januari 1996 hardcourt (i) | Perth, Australië januari 1996 hardcourt (i) | Kroatië 1 | Vlag van Kroatië |

|   |                                                               |                                                               | 1   | 2   | 3   |  |
| - | ------------------------------------------------------------- | ------------------------------------------------------------- | --- | --- | --- |  |
| 1 | Amanda Coetzer Iva Majoli                                     | Amanda Coetzer Iva Majoli                                     | 6 4 | 3 6 | 6 1 |  |
| 2 | Wayne Ferreira Goran Ivanišević                               | Wayne Ferreira Goran Ivanišević                               | 4 6 | 3 6 |     |  |
| 3 | Amanda Coetzer / Wayne Ferreira Iva Majoli / Goran Ivanišević | Amanda Coetzer / Wayne Ferreira Iva Majoli / Goran Ivanišević | 4 6 | 6 3 | 7 6 |  |

#### Verenigde Staten – Frankrijk
| Vlag van Verenigde Staten | Verenigde Staten 2 | Perth, Australië januari 1996 hardcourt (i) | Perth, Australië januari 1996 hardcourt (i) | Perth, Australië januari 1996 hardcourt (i) | Frankrijk 1 | Vlag van Frankrijk |

|   |                                                                   |                                                                   | 1   | 2   | 3   |  |
| - | ----------------------------------------------------------------- | ----------------------------------------------------------------- | --- | --- | --- |  |
| 1 | Chanda Rubin Catherine Tanvier                                    | Chanda Rubin Catherine Tanvier                                    | 6 2 | 6 2 |     |  |
| 2 | Richey Reneberg Arnaud Boetsch                                    | Richey Reneberg Arnaud Boetsch                                    | 6 4 | 4 6 | 1 6 |  |
| 3 | Chanda Rubin / Richey Reneberg Catherine Tanvier / Arnaud Boetsch | Chanda Rubin / Richey Reneberg Catherine Tanvier / Arnaud Boetsch | 6 2 | 7 5 |     |  |

### Groep B

#### Klassement
| Pos. | Land            | W | V | Rubbers | Sets  |
| ---- | --------------- | - | - | ------- | ----- |
| 1.   | Zwitserland (3) | 3 | 0 | 7–2     | 15–6  |
| 2.   | Duitsland (7)   | 2 | 1 | 4–5     | 10–13 |
| 3.   | Australië (6)   | 1 | 2 | 4–5     | 8–10  |
| 4.   | Nederland (2)   | 0 | 3 | 3–6     | 8–11  |

#### Zwitserland – Australië
| Vlag van Zwitserland | Zwitserland 3 | Perth, Australië 31 december - januari 1996 hardcourt (i) | Perth, Australië 31 december - januari 1996 hardcourt (i) | Perth, Australië 31 december - januari 1996 hardcourt (i) | Australië 0 | Vlag van Australië |

|   |                                                                 |                                                                 | 1   | 2   | 3   |  |
| - | --------------------------------------------------------------- | --------------------------------------------------------------- | --- | --- | --- |  |
| 1 | Martina Hingis Nicole Bradke                                    | Martina Hingis Nicole Bradke                                    | 6 7 | 6 3 | 6 3 |  |
| 2 | Marc Rosset Mark Philippoussis                                  | Marc Rosset Mark Philippoussis                                  | 6 3 | 6 3 |     |  |
| 3 | Martina Hingis / Marc Rosset Nicole Bradke / Mark Philippoussis | Martina Hingis / Marc Rosset Nicole Bradke / Mark Philippoussis | 5 7 | 1 6 |     |  |

#### Duitsland – Nederland
| Vlag van Duitsland | Duitsland 2 | Perth, Australië 31 december - januari 1996 hardcourt (i) | Perth, Australië 31 december - januari 1996 hardcourt (i) | Perth, Australië 31 december - januari 1996 hardcourt (i) | Nederland 1 | Vlag van Nederland |

|   |                                                                       |                                                                       | 1   | 2   | 3   |  |
| - | --------------------------------------------------------------------- | --------------------------------------------------------------------- | --- | --- | --- |  |
| 1 | Anke Huber Brenda Schultz-McCarthy                                    | Anke Huber Brenda Schultz-McCarthy                                    | 3 6 | 6 4 | 7 6 |  |
| 2 | Martin Sinner Richard Krajicek                                        | Martin Sinner Richard Krajicek                                        | 5 7 | 7 5 | 6 7 |  |
| 3 | Anke Huber / Martin Sinner Brenda Schultz-McCarthy / Richard Krajicek | Anke Huber / Martin Sinner Brenda Schultz-McCarthy / Richard Krajicek | 2 6 | 6 1 | 6 2 |  |

#### Duitsland – Australië
| Vlag van Duitsland | Duitsland 2 | Perth, Australië januari 1996 hardcourt (i) | Perth, Australië januari 1996 hardcourt (i) | Perth, Australië januari 1996 hardcourt (i) | Australië 1 | Vlag van Australië |

|   |                                                               |                                                               | 1   | 2   | 3   |  |
| - | ------------------------------------------------------------- | ------------------------------------------------------------- | --- | --- | --- |  |
| 1 | Anke Huber Nicole Bradke                                      | Anke Huber Nicole Bradke                                      | 6 3 | 6 1 |     |  |
| 2 | Martin Sinner Mark Philippoussis                              | Martin Sinner Mark Philippoussis                              | 4 6 | 7 5 | 7 6 |  |
| 3 | Anke Huber / Martin Sinner Nicole Bradke / Mark Philippoussis | Anke Huber / Martin Sinner Nicole Bradke / Mark Philippoussis | 6 7 | 2 6 |     |  |

#### Zwitserland – Nederland
| Vlag van Zwitserland | Zwitserland 2 | Perth, Australië januari 1996 hardcourt (i) | Perth, Australië januari 1996 hardcourt (i) | Perth, Australië januari 1996 hardcourt (i) | Nederland 1 | Vlag van Nederland |

|   |                                                                         |                                                                         | 1   | 2   | 3   |  |
| - | ----------------------------------------------------------------------- | ----------------------------------------------------------------------- | --- | --- | --- |  |
| 1 | Martina Hingis Brenda Schultz-McCarthy                                  | Martina Hingis Brenda Schultz-McCarthy                                  | 6 3 | 7 5 |     |  |
| 2 | Marc Rosset Richard Krajicek                                            | Marc Rosset Richard Krajicek                                            | 6 4 | 6 4 |     |  |
| 3 | Martina Hingis / Marc Rosset Brenda Schultz-McCarthy / Richard Krajicek | Martina Hingis / Marc Rosset Brenda Schultz-McCarthy / Richard Krajicek | 3 6 | 6 2 | 0 1 |  |

#### Australië – Nederland
| Vlag van Australië | Australië 2 | Perth, Australië januari 1996 hardcourt (i) | Perth, Australië januari 1996 hardcourt (i) | Perth, Australië januari 1996 hardcourt (i) | Nederland 1 | Vlag van Nederland |

|   |                                                                               |                                                                               | 1   | 2   | 3   |         |
| - | ----------------------------------------------------------------------------- | ----------------------------------------------------------------------------- | --- | --- | --- | ------- |
| 1 | Nicole Bradke Brenda Schultz-McCarthy                                         | Nicole Bradke Brenda Schultz-McCarthy                                         | 7 5 | 5   | 0 6 |         |
| 2 | Mark Philippoussis Richard Krajicek                                           | Mark Philippoussis Richard Krajicek                                           | 7 6 | 2 1 |     | opgave  |
| 3 | Nicole Bradke / Mark Philippoussis Brenda Schultz-McCarthy / Richard Krajicek | Nicole Bradke / Mark Philippoussis Brenda Schultz-McCarthy / Richard Krajicek |     |     |     | forfait |

#### Zwitserland – Duitsland
| Vlag van Zwitserland | Zwitserland 3 | Perth, Australië januari 1996 hardcourt (i) | Perth, Australië januari 1996 hardcourt (i) | Perth, Australië januari 1996 hardcourt (i) | Duitsland 0 | Vlag van Duitsland |

|   |                                                         |                                                         | 1   | 2   | 3   |  |
| - | ------------------------------------------------------- | ------------------------------------------------------- | --- | --- | --- |  |
| 1 | Martina Hingis Anke Huber                               | Martina Hingis Anke Huber                               | 2 6 | 6 2 | 6 1 |  |
| 2 | Marc Rosset Martin Sinner                               | Marc Rosset Martin Sinner                               | 6 2 | 6 4 |     |  |
| 3 | Martina Hingis / Marc Rosset Anke Huber / Martin Sinner | Martina Hingis / Marc Rosset Anke Huber / Martin Sinner | 6 1 | 6 3 |     |  |

## Finale

### Kroatië – Zwitserland
| Vlag van Kroatië | Kroatië 2 | Perth, Australië 6 januari 1996 hardcourt (i) | Perth, Australië 6 januari 1996 hardcourt (i) | Perth, Australië 6 januari 1996 hardcourt (i) | Zwitserland 1 | Vlag van Zwitserland |

|   |                                                            |                                                            | 1   | 2   | 3 |        |
| - | ---------------------------------------------------------- | ---------------------------------------------------------- | --- | --- | - | ------ |
| 1 | Iva Majoli Martina Hingis                                  | Iva Majoli Martina Hingis                                  | 3 6 | 0 6 |   |        |
| 2 | Goran Ivanišević Marc Rosset                               | Goran Ivanišević Marc Rosset                               | 7 6 | 7 5 |   |        |
| 3 | Iva Majoli / Goran Ivanišević Martina Hingis / Marc Rosset | Iva Majoli / Goran Ivanišević Martina Hingis / Marc Rosset | 3 6 | 7 6 | 5 | opgave |

- Zwitserland gaf op in het gemengddubbel